# Johann Georg Lorenz
Johann Georg Lorenz (* 25. Januar 1627 in Schmannewitz; † 13. Oktober 1689 in Schulpforte) war ein deutscher Pädagoge.

## Leben
Johann Georg Lorenz war Sohn des Pastors Johann Lorenz und seiner Frau Anna, Tochter des Pfarrers Winkler aus Bucha geboren.
Johann Georg Lorenz erhielt zunächst bis 1640 Unterricht bei seinem Vater. Dann besuchte er zwei Jahre lang die Stadtschule in Oschatz. Als die Kriegsgefahr des Dreißigjährigen Krieges sich weiter verstärkte, wurde er 1643 nach Elbing auf die Schule geschickt. In Elbing befand sich Lorenz jedoch unter reformierten Kindern, die ihn als Lutheraner drangsalierten. 
Deshalb begab er sich 1644 nach Danzig, um seine Ausbildung voranzutreiben. Jedoch fand er dort kein rechtes Auskommen, so dass er den Plan fasste, nach Uppsala überzusetzen. Jedoch wurde er von seinem Vorhaben abgebracht und fand zunächst ein Unterkommen bei einem Freiherrn. Dort erhielt er 1646 die Kunde vom schwer erkrankten Vater und kehrte auf abenteuerliche Weise in die Heimat zurück. Auf Anraten seines Vaters immatrikulierte er sich 1646 an der Universität Wittenberg, wo er für seine Studienzwecke an ein kurfürstliches Stipendiat gelangte und sein Studium mit dem akademischen Magistergrad 1652 abschließen konnte. 
Zunächst nahm er eine Stelle als Hauslehrer in Dresden an und er wurde im November 1655 als dritter Lehrer an die Landesschule Pforta gerufen, wo er am 27. Januar 1656 als Tertius eingeführt wurde. 1662 rückte er zum Konrektor der Einrichtung auf und heiratete zwei Jahre später Elisabeth, Tochter des damaligen Rektors Johann Kühn. Da es Lehrern an der Schule untersagt war zu heiraten und das Recht nur Rektoren zustand, hatte Lorenz mit den kursächsischen Behörden Probleme bekommen. Nach längerem Hin und Her erhielt er am 2. November 1668 die Genehmigung seine Frau bei sich zu behalten. 
Zehn Jahre später wurde es allen Lehrern in Schulpforta gestattet zu heiraten. Aus dieser Ehe gingen acht Kinder hervor, wobei nur die sechs Töchter überlebten. Als 1672 sein Schwiegervater in den Ruhestand getreten war, übernahm Lorenz den Posten des Rektors der Einrichtung. In der Funktion des Rektors setzte er sich für die Abschaffung der Prügelstrafe ein und für die Abschaffung des so genannten Angebindes (eines Geldgeschenkes der Schüler an die Lehrer), da er die Auffassung vertrat, dass kein Schüler einem Lehrer etwas schenken müsste. Viele Schüler kamen damals aus ärmlichen Verhältnissen, und für Lorenz war es unzumutbar, dass diese Zahlung erfolgte. 
Seine fortschrittlichen Ideen fanden erst viel später eine Umsetzung: So wurde das Angebinde erst 1820 abgeschafft, und die Prügelstrafe blieb weit bis in das 20. Jahrhundert an schulischen Einrichtungen als gängig Maßreglung erhalten. Auch hat er in Schulpforta die Klassenzahl erhöht, waren anfangs nur drei Klassen zum Unterricht vorhanden, wurden sie unter seinem Rektorat auf fünf erhöht. Allerdings fand auch diese Idee 1820 erst eine Umsetzung, als die Klassen dann einzeln unterrichtet wurden. 
Lorenz starb 1689 im Alter von 62 Jahren an Gelbsucht und wurde am 17. Oktober in der Kirche der Landesschule Pforta beigesetzt. Seine Aufgabe des Rektors übernahm sein Schwiegersohn Johann Gottlob Hartmann.

## Werke
- Dissertationum Logicarum Sexta, De Enunciationis Definitione Et Partibus / Quam In Florentissima Wittebergensi Academia, Praeside M. Davide Grosio ... Publice Ad Disputandum Proponit Johannes Georgius Laurentii Ossitio-Misnicus. Ad diem 15. lulü ... In Auditorio Minori., Wittenberg, 1648
- Collegium logicum disputationibus ... / [Praes.] David Grossius Disputatio 6: De enunciationis definitione et partibus., Wittenberg, 1648
- Decas Positionum Ebraicarum / Quam ... Sub Praesidio M. Johannis Sagittaii, Rochlicens. Misnici, ad d. 28. Febr. hor. antemerid. in Auditorio Philosophorum Publicae disputationi committet Johannes Georgius Laurentii, Ossitio-Misnicus, Wittenberg, 1649
- ...sive de Festis Orientalium, Ebraeorum cumprimis, Exercitatio ... 2: / in incluta Academia Leucorea Publice ad disputandum proposita a M. Johanne Ernesto Gerhardo Ienensi, Coll. Phil. Adi. Respondente Johanne Georgio Laurentii Ossitio Masnico ... d. XIII. Febr. ...,Wittenberg, 1650
- Disputatio Politica De Usuris / Quam ... Praeside ... Michaele Wendelero ... publice proponit M. Johannes Georgius Laurentius, Ossitio-Misnicus. In Auditorio Maiori ad D. III. Mau ..., Wittenberg, 1651
- De Mendacio. Disputation unter Vorsitz von Georg Lorenz in Wittenberg 1652 (bisher noch nicht nachgewiesen)